# Gåsen på måsen
Gåsen på måsen (engelsk: Duck Duck Goose) er en amerikansk-kinesisk computeranimeret komediefilm instrueret af Chris Jenkins og udgivet i 2018. Den engelske version af filmen er dubbet af Jim Gaffigan, Zendaya og Carl Reiner. Filmen havde premiere i Kina den 9. marts 2018 og udkom på Netflix den 20. juli 2018.

## Stemmer
| Rolle (Dansk) | Rolle (Engelsk) | Stemme (Dansk)             | Stemme (Engelsk) |
| ------------- | --------------- | -------------------------- | ---------------- |
| Peng          | Peng            | Christian Damsgaard        | Jim Gaffigan     |
| Chi           | Chi             | Thea Iven Ulstrup          | Zendaya          |
| Chao          | Chao            | Laurids Skovgaard Andersen | Lance Lim        |
| Banzou        | Banzou          | Michael Elo                | Greg Proops      |
| Jin Jing      | Jin Jing        | Clara Oxholm Simonsen      | Natasha Leggero  |
| Frazier       | Frazier         | Peter Zhelder              | Stephen Fry      |
| Lasse         | Larry           | Tom Jensen                 | Carl Reiner      |
| Ester         | Edna            | Jette Sophie Sievertsen    | Jennifer Grey    |
| Carl          | Carl            | Simon Stenspil             | Reggie Watts     |
| Bing          | Bing            | Peter Aude                 | Diedrich Bader   |
| Søren         | Stanley         | Peter Zhelder              | Rick Overton     |
| Gilbert       | Giles           | Bjarne Antonisen           | Craig Ferguson   |

### Øvrige danske stemmer
- Caspar Phillipson	·
- Clara Phillipson	·
- Esben Dalgaard Andersen	·
- Frederik Keller·
- Frida Marie Reynberg·
- Isabella Kjær-Westermann	·
- Jesper Hagelskær Paasch	·
- Julie Bjerre·
- Katrine Falkenberg	·
- Line Krogholm·
- Lucas Lomholt Eriksen
- Mikkel Christiansen	·
- Rose-Maria Kjær-Westermann	·
- Sigurd Philip Dalgas